# 浦野光人
浦野 光人（うらの みつど、1948年3月20日 - ）は日本の実業家。ニチレイ代表取締役社長、同社代表取締役会長、経済同友会副代表幹事、日本冷凍食品協会会長、日本経営協会会長、りそなホールディングス取締役報酬委員会委員長などを歴任した。

## 人物・経歴
愛知県名古屋市の寿司屋の子として生まれる。1971年横浜市立大学文理学部経済地理学科卒業、日本冷蔵（現ニチレイ）入社。1984年日本低温流通に出向。1995年低温物流企画部長。1996年情報システム部長。1997年経営企画部長。1999年取締役経営企画部長。2001年から代表取締役社長を務め、有利子負債削減などで財務改善を進めた。
2005年には持株会社体制に移行しニチレイフーズ代表取締役社長を兼務。2007年ニチレイ代表取締役会長、ニチレイフーズ取締役会長。2008年日本冷凍食品協会会長、新日鉱ホールディングス監査役。2009年三井不動産取締役、日本システムディベロップメント監査役。2010年JXホールディングス監査役。2011年横河電機取締役。2012年アグリフューチャージャパン理事長。
2013年ニチレイ相談役、りそなホールディングス取締役報酬委員会委員、HOYA外締役。2014年りそなホールディングス取締役報酬委員会委員長、日立物流取締役。経済同友会副代表幹事、日本経営協会会長、産業教育振興中央会理事長なども務めた。2014年冷凍食品産業功績者表彰。2019年、旭日重光章を受章。